# Petra Nováková
Petra Nováková (* 17. August 1993 in Karlsbad) ist eine tschechische Skilangläuferin.

## Werdegang
Nováková nahm von 2009 bis 2013 vorwiegend am Slavic-Cup teil. Dabei erreichte sie sieben Mal eine Podestplatzierung darunter drei Siege und belegte in der Saison 2012/13 den vierten Rang in der Gesamtwertung. Ihr erstes Weltcuprennen lief er im Februar 2013 in Davos, welches sie mit dem 48. Platz über 10 km Freistil beendete. Bei den nordischen Skiweltmeisterschaften 2013 im Val di Fiemme belegte sie den 56. Platz über 10 km Freistil, den 14. Rang im Teamsprint und den 12. Platz in der Staffel. Bei der Tour de Ski 2013/14 erreichte sie den 33. Platz in der Gesamtwertung. Dabei holte sie mit dem 19. Platz bei der Sprintetappe in der Lenzerheide ihre ersten Weltcuppunkte. Ihre besten Platzierungen bei den Olympischen Winterspielen 2014 in Sotschi waren der 24. Platz im Sprint und der zehnte Rang in der Staffel. In der Saison 2014/15 kam sie bei sechs Weltcupteilnahmen viermal in die Punkteränge. Bei der Nordic Opening in Lillehammer zu Beginn der Saison belegte sie den 23. Rang. Die Saison beendete sie auf dem vierten Rang im U23-Weltcup. Zu Beginn der Saison 2015/16 errang sie den 18. Platz bei der Nordic Opening in Ruka. Beim folgenden Weltcup in Lillehammer kam sie im Weltcup mit dem sechsten Platz im Skiathlon erstmals unter die ersten Zehn. Bei den U23-Skiweltmeisterschaften 2016 in Râșnov gewann sie die Bronzemedaille über 10 km klassisch. Zum Saisonende belegte sie den 17. Platz bei der Ski Tour Canada und erreichte den 25. Platz im Gesamtweltcup, den 24. Rang im Distanzweltcup und den vierten Platz in der U23-Wertung. Im folgenden Jahr errang sie bei den nordischen Skiweltmeisterschaften 2017 in Lahti den 35. Platz im Sprint und den 11. Platz mit der Staffel. Die Tour de Ski 2017/18 beendete sie auf dem 13. Platz. Bei den Olympischen Winterspielen 2018 in Pyeongchang lief sie über 10 km Freistil und im Skiathlon jeweils auf den 28. Platz und mit der Staffel und zusammen mit Kateřina Beroušková im Teamsprint jeweils auf den 11. Rang. Ihre besten Platzierungen bei den Nordischen Skiweltmeisterschaften 2019 in Seefeld in Tirol waren der 28. Platz im Skiathlon und der 11. Rang mit der Staffel und bei den Nordischen Skiweltmeisterschaften 2021 in Oberstdorf der 31. Platz im Skiathlon und der achte Rang mit der Staffel. Bei den Olympischen Winterspielen 2022 in Peking errang sie jeweils den 30. Platz im Skiathlon und über 10 km klassisch sowie den 13. Platz mit der Staffel.

## Siege bei Continental-Cup-Rennen
| Nr. | Datum             | Ort                     | Disziplin                   | Serie      |
| --- | ----------------- | ----------------------- | --------------------------- | ---------- |
| 1.  | 8. Januar 2012    | Štrbské Pleso           | 5 km klassisch              | Slavic Cup |
| 2.  | 9. März 2013      | Kremnica                | Sprint Freistil             | Slavic Cup |
| 3.  | 10. März 2013     | Kremnica                | 10 km klassisch Massenstart | Slavic Cup |
| 4.  | 21. Dezember 2019 | St. Ulrich am Pillersee | 10 km Freistil              | Alpencup   |

## Teilnahmen an Weltmeisterschaften und Olympischen Winterspielen

### Olympische Spiele
- 2014 Sotschi: 9. Platz Staffel, 23. Platz Sprint Freistil, 35. Platz 30 km Freistil Massenstart, 35. Platz 15 km Skiathlon
- 2018 Pyeongchang: 11. Platz Teamsprint Freistil, 11. Platz Staffel, 28. Platz 10 km Freistil, 28. Platz 15 km Skiathlon
- 2022 Peking: 13. Platz Staffel, 30. Platz 15 km Skiathlon, 30. Platz 10 km klassisch

### Nordische Skiweltmeisterschaften
- 2013 Val di Fiemme: 12. Platz Staffel, 14. Platz Teamsprint Freistil, 56. Platz 10 km Freistil
- 2017 Lahti: 11. Platz Staffel, 35. Platz Sprint Freistil
- 2019 Seefeld in Tirol: 11. Platz Staffel, 28. Platz 15 km Skiathlon, 32. Platz 30 km Freistil Massenstart, 37. Platz Sprint Freistil
- 2021 Oberstdorf: 8. Platz Staffel, 31. Platz 15 km Skiathlon, 32. Platz 30 km klassisch Massenstart, 46. Platz Sprint klassisch

## Platzierungen im Weltcup

### Weltcup-Statistik
Die Tabelle zeigt die erreichten Platzierungen im Einzelnen.
- 1.–3. Platz: Anzahl der Podiumsplatzierungen
- Top 10: Anzahl der Platzierungen unter den ersten zehn
- Punkteränge: Anzahl der Platzierungen innerhalb der Punkteränge
- Starts: Anzahl gelaufener Rennen in der jeweiligen Disziplin
- Hinweis: Bei den Distanzrennen erfolgt die Einordnung gemäß FIS.

| Platzierung               | Distanzrennen a | Distanzrennen a | Distanzrennen a | Distanzrennen a | Distanzrennen a | Skiathlon Verfolgung | Sprint | Etappen- rennen b | Gesamt | Team c | Team c  |
| Platzierung               | ≤ 5 km          | ≤ 10 km         | ≤ 15 km         | ≤ 30 km         | > 30 km         | Skiathlon Verfolgung | Sprint | Etappen- rennen b | Gesamt | Sprint | Staffel |
| ------------------------- | --------------- | --------------- | --------------- | --------------- | --------------- | -------------------- | ------ | ----------------- | ------ | ------ | ------- |
| 1. Platz                  |                 |                 |                 |                 |                 |                      |        |                   |        |        |         |
| 2. Platz                  |                 |                 |                 |                 |                 |                      |        |                   |        |        |         |
| 3. Platz                  |                 |                 |                 |                 |                 |                      |        |                   |        |        |         |
| Top 10                    | 1               |                 |                 |                 |                 | 2                    |        |                   | 3      | 1      | 3       |
| Punkteränge               | 2               | 14              | 2               |                 |                 | 12                   | 14     | 5                 | 49     | 4      | 5       |
| Starts                    | 10              | 44              | 4               |                 |                 | 26                   | 43     | 9                 | 136    | 4      | 5       |
| Stand: Saisonende 2022/23 |                 |                 |                 |                 |                 |                      |        |                   |        |        |         |

### Weltcup-Gesamtplatzierungen
| Saison  | Gesamt | Gesamt | Distanz | Distanz | Sprint | Sprint |
| Saison  | Punkte | Platz  | Punkte  | Platz   | Punkte | Platz  |
| ------- | ------ | ------ | ------- | ------- | ------ | ------ |
| 2013/14 | 12     | 102.   | -       | -       | 12     | 66.    |
| 2014/15 | 79     | 58.    | 48      | 45.     | 15     | 57.    |
| 2015/16 | 322    | 25.    | 201     | 24.     | 39     | 40.    |
| 2016/17 | -      | -      | -       | -       | -      | -      |
| 2017/18 | 208    | 32.    | 107     | 25.     | 21     | 53.    |
| 2018/19 | 7      | 105.   | 7       | 75.     | -      | -      |
| 2019/20 | 67     | 56.    | 42      | 43.     | 21     | 54.    |
| 2020/21 | 17     | 85.    | 9       | 69.     | 8      | 69.    |
| 2021/22 | 2      | 116.   | 2       | 84.     | -      | -      |
| 2022/23 | 25     | 129.   | 8       | 118.    | 17     | 95.    |